# Wydawnictwo Harcerskie Horyzonty
Wydawnictwo Harcerskie, od 1970 Wydawnictwo Harcerskie „Horyzonty” – polskie wydawnictwo harcerskie z siedzibą w Warszawie działające w latach 1958–1976. Zostało zlikwidowane poprzez wcielenie do Młodzieżowej Agencji Wydawniczej. Najbardziej znaną jego publikacją była seria komiksowa „Tytus, Romek i A’Tomek”.
Decyzję o utworzeniu wydawnictwa podjęto w naczelnym organie zarządzającym – Głównej Kwaterze Związku Harcerstwa Polskiego 17 września 1958 roku. Do końca czerwca 1965 roku wydawnictwo bezpośrednio podlegało Centralnej Składnicy Harcerskiej, która była komórką organizacyjną ZHP. Nazwę w 1970 r. rozszerzono o „Horyzonty”, kiedy zwiększył się zakres wydawanych publikacji, a zatrudnienie na etacie wzroło do ponad 50 osób. Wydawnictwo miało siedzibę w Warszawie przy ulicy Konopnickiej 6. Przedsiębiorstwem kierowali: Jan Kinast (1958–1961), Janusz Maruszewski (1962–1972), Mieczysław Siemieński (1972) i Jerzy B. Klim (1972–1976). Na początku lat 60. średnie wielkości nakładów wynosiły do 12,5 tysięcy egzemplarzy. Wydawnictwo wydawało m.in. miesięcznik „Harcerstwo”, ustalona cena którego nie pokrywała nawet kosztów produkcji. Rozprowadzaniem publikacji zajmowały się kanały związane z harcerstwem, z biegiem czasu wzrosła rola pozaharcerskich przedsiębiorstw: Centrali Obrotu Księgarskiego „Dom Książki” i „Ruch”, z którymi podpisano umowy komisowe. W ramach wcielenia Wydawnictwa Harcerskiego Horyzonty do Młodzieżowej Agencji Wydawniczej utworzono tam redakcję wydawnictw harcerskich.

## Wybrane publikacje
1968:
- Stefan Bratkowski, Księga wróżb prawdziwych (288 ss.) (opowieści o wynalazkach)

1969:
- Nadzieja Drucka, Kurs na Słońce. Opowieść o generale Mariuszu Zaruskim (220 ss.)

1970:
- Włodzimierz Grzelak, Piotr Rządca, Drużyna i ja. Poradnik drużynowego drużyny harcerskiej w szkole podstawowej (1970)
- Krystyna Siesicka, Ludzie jak wiatr (1970, 204 ss.)

1971:
- Ryszard Marek Groński, Nasze ogniska. Ciesz się powoli! (1971)
- Edmund Niziurski, Naprzód wspaniali (1971)
- Monika Warneńska, Ścieżki przez dżunglę, (1971, 283 ss.)
- Wojciech Wiśniewski, Szukam przyjaciela (1971, 146 ss.)

1972:
- Janina Górkiewicz, Junak wyd. I (1972, 235 ss.)
- Krystyna Siesicka, Fotoplastikon (1972, 213 ss.)
- Krystyna Siesicka, Łukasz (1972, 102 ss.)
- Marek Wardęcki, Zofia Woźnicka, Zuchy. Podręcznik instruktora harcerskiego pracującego z zuchami, wyd. 3 (1972, 407 ss.)
- Wiele dróg. Wybór opowiadań (1972, 404 ss.)

1973:
- Edmund Niziurski, Opowiadania (1973)
- Stanisław Pagaczewski, Księżniczka Soliny (1973, 263 ss.)
- Życzę ci dobrej drogi, wyd. 4 (1973) seria: Biblioteka Młodych

1974:
- Joanna Chmielewska, Zwyczajne życie (1974)
- Lech Niekrasz, Ziemia zadrżała w Chimbote (1974, 301 ss.)
- Witold Rębkowski, Przyjaź z ołówkiem i pędzlem (1974, 137 ss.)
- Krystyna Siesicka, Fotoplastikon (1974, 164 ss.)
- Jan Kamyczek, Savoir-vivre dla nastolatków, 1974

1975:
- Maria Dańkowska, W cztery oczy, wyd. III (1975, 294 ss.) seria: Biblioteka Młodych
- Aleksander Minkowski, Krzysztof (1975, 184 ss.)
- Aleksander Minkowski, Szaleństwo Majki Skowron, wyd. II (1975, 204 ss.)
- Wiele dróg. Wybór opowiadań (1975, 402 ss.) seria: Biblioteka Młodych
- Wojciech Wiśniewski, Test na uczucia (1975, 136 ss.)

1976:
- Maria Dańkowska, W cztery oczy (1975, 296 ss.)
- Lucyna Legut, Piotrek zgubił dziadka oko (1976, 248 ss.)
- Zbigniew Nienacki, Pan Samochodzik i Winnetou (1976, 363 ss.)
- Edmund Niziurski, Trzynasty występek (1976)
- Magda Struman, Nie mów nam do widzenia (1976, 34 ss.)

1977:
- Janusz Domagalik, Zielone kasztany (1977, 275 ss.)